# Hans C. Andersen (Chemiker)
Hans Christian Andersen (* 1941 in Brooklyn, New York City) ist ein US-amerikanischer Chemiker (Theoretische Chemie, Statistische Mechanik, Computersimulation).
Andersen studierte am Massachusetts Institute of Technology mit dem Bachelor-Abschluss 1962 und der Promotion in Physikalischer Chemie 1966 bei Irwin Oppenheim. Von 1965 bis 1968 war er Junior Fellow der Society of Fellow in Harvard. 1968 wurde er Assistant Professor an der Stanford University, an der er 1980 eine volle Professur erhielt. Außerdem war er dort stellvertretender Direktor des Center for Material Research.
Er befasst sich mit statistischer Mechanik (u. a. Gittermodelle für das Studium von Flüssigkeiten), Struktur und Eigenschaften amorpher Materialien (Glasübergang, unterkühlte Flüssigkeiten, Flüssigkristalle, Polymer-Flüssigkeiten), Computersimulation von Flüssigkeiten (Molekulardynamik-Simulation).
2005 erhielt er den American Chemical Society Award in Theoretical Chemistry, 1988 den Joel Henry Hildebrand Award und 2006 den Joseph O. Hirschfelder Prize.
1981/82 war er Gastprofessor an der Columbia University. 1972 bis 1974 war er Sloan Research Fellow und 1976 bis 1977 Guggenheim Fellow.
Er ist Mitglied der National Academy of Sciences (1992), der American Academy of Arts and Sciences (1992) und der American Association for the Advancement of Science.

## Schriften (Auswahl)
- mit J. E. Noah-Vanhoucke: A diagrammatic formulation of the kinetic theory of fluctuation in equilibrium classical fluids. VI. Binary collision approximations for the memory function for self-correlation functions, J. Chem. Phys.,  Band 127, 2007, S. 064502
- mit H. Cang, J. Li, M. D. Fayer: Boson peak in supercooled liquids: Time domain observations and mode coupling theory,  J. Chem. Phys., Band 123, 2005, S.  064508
- mit E. H. Feng: Diagrammatic kinetic theory for a lattice model of a liquid. II. Comparison of theory and simulation results,  J. Chem. Phys., 121, 3598 (2004).
- Diagrammatic formulation of the kinetic theory of fluctuations in equilibrium classical fluids. III. Cluster analysis of the renormalized interactions and a second diagrammatic representation of the correlation functions, J. Phys. Chem. B., Band 107, 2003, S. 10234–10242
- mit S .J. Pitts: A diagrammatic theory of time correlation functions of facilitated kinetic Ising models, Journal of Chemical Physics, Band 114, 2001, S. 1101
- mit A. Davtyan u. a.: Dynamic force matching: A method for constructing dynamical coarse-grained models with realistic time dependence, Journal of Chemical Physics, Band  142, 2015, S.  154104